# Team Ormer ICT
Team Ormer ICT is een Nederlandse marathonschaatsploeg onder leiding van ploegleider en trainer Henk Angenent.
Wadro BV was sinds 2010 de sponsor van dit team. In december 2010 had wielrenner Kai Reus zich tijdelijk bij het team gevoegd. Van 2003 tot en met 2010 was TNT Express de hoofdsponsor van de ploeg. Op 3 december 2006 won het team de ploegenachtervolging tijdens de IJsselcup-seizoensopening. Met ingang van seizoen 2013/2014 behoort alleen Van den Berg nog tot de oude garde. In 2015 werd Ormer ICT de nieuwe hoofdsponsor van de ploeg.

## Schaatsers
De volgende langebaanschaatsers maken in seizoen 2015-2016 deel uit van dit team:
- Bart Hoolwerf
- Joerec Cijsouw
- Tijs van der Steen
- Jens Zwitser